# Frédéric Banzet
Pour les articles homonymes, voir Banzet.
Frédéric Banzet (1958) est un ancien directeur général de Citroën. Il est senior partner chez Peugeot Invest à partir de 2014 et CEO de Peugeot Invest UK de 2016 à 2022. Depuis mars 2022, il est président des Établissements Peugeot Frères (EPF).

## Biographie
Il est licencié de droit, diplômé de l’Istec et de la Harvard Business School (États Unis). 
Ce membre de la famille Peugeot (fils de Gisèle Peugeot, née en 1929) rejoint le groupe PSA Peugeot Citroen en 1982 à la direction financière. En 1990, il part à Londres où il travaille pour la banque PSA Finance : il est directeur général adjoint de PSA Finance UK. Il revient en France en 1995 et devient alors directeur du marketing et du développement de Crédipar. Il est nommé directeur de la zone Asie-Pacifique de la marque Peugeot en 1999.
Il rejoint Citroën en 2004, en tant que directeur du commerce international, puis est nommé directeur du commerce Europe en 2007, membre du comité de direction de la marque.
Le 19 juin 2009, Philippe Varin, président du directoire de PSA Peugeot Citroën, le nomme directeur général de Citroën en remplacement de Jean-Marc Gales devenu directeur des marques du groupe.
Le 2 avril 2013, il entre au comité de direction générale du groupe PSA Peugeot Citroën dans la direction resserrée que Philippe Varin a décidé de nommer autour de lui.
Le 1er juin 2014, Frédéric Banzet cède sa place de directeur général de Citroën à Linda Jackson, avant de devenir censeur du conseil de surveillance de PSA Peugeot Citroën en remplacement de Jean-Philippe Peugeot, cousin de la famille Peugeot.